# جائزة الأسد الذهبي للمسيرة الفنية

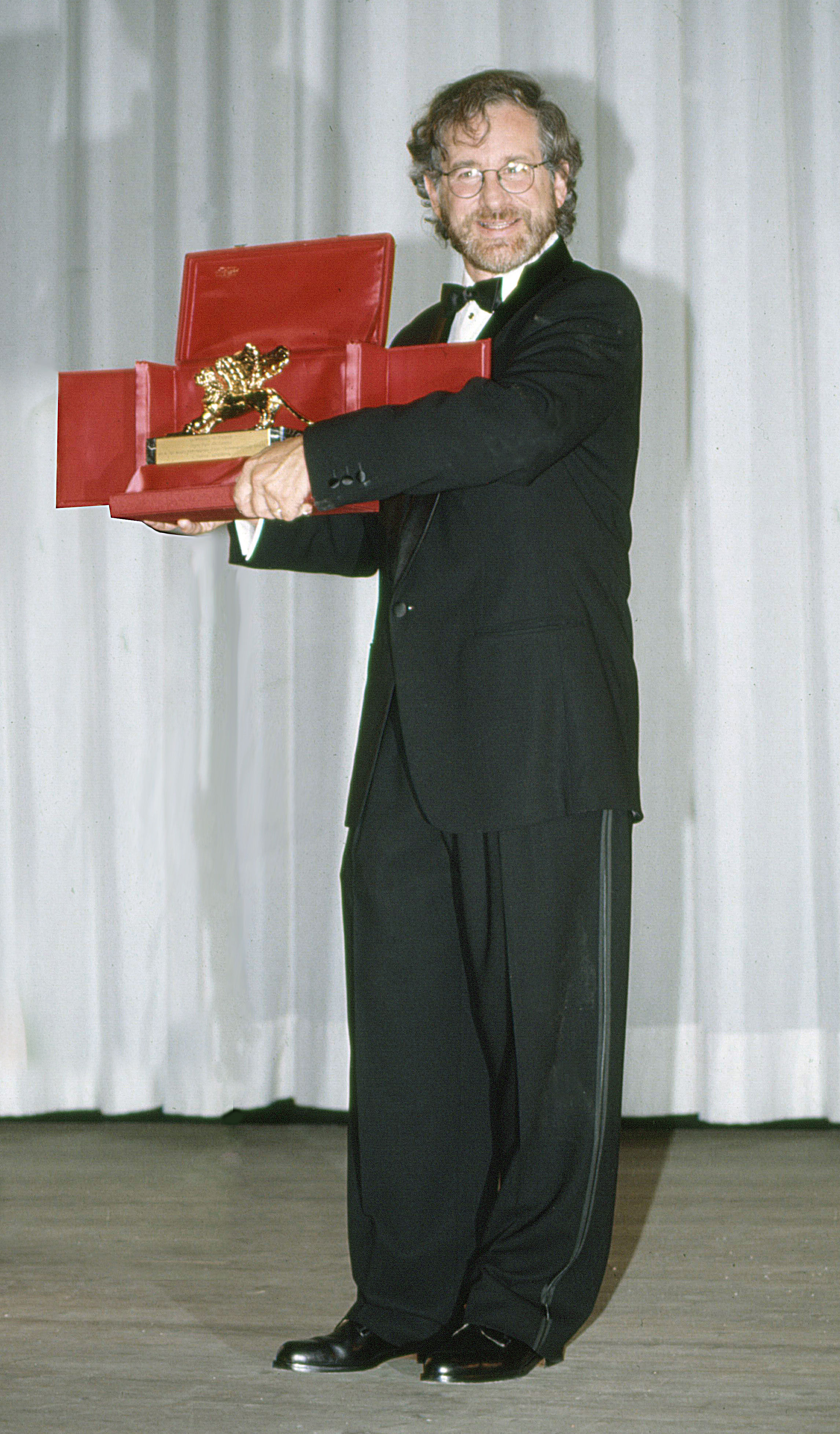
ستيفن سبيلبرغ متسلما جائزة الأسد الذهبي عن مجمل مسيرته الفنية سنة 1993

جائزة الأسد الذهبي للمسيرة الفنية (بالإيطالية:Leone d'Oro alla carriera)، وتسمى أيضا بالجائزة الشرفية لمهرجان البندقية، هي جائزة خاصة تمنح كل سنة، منذ 1969، ضمن فعاليات مهرجان البندقية السينمائي لشخصيات سينمائية تكريما لها على مجمل مسيرتها الفنية.

## الفائزون
- 1969 : لويس بونويل  إسبانيا.
- 1970 : أورسون ويلز  الولايات المتحدة.
- 1971 : إنغمار بيرغمان  السويد، مارسيل كارني  فرنسا وجون فورد  الولايات المتحدة.
- 1972 : بيلي وايلدر  الولايات المتحدة، أناطولي غولوفنيا  الاتحاد السوفيتي وشارلي شابلن  المملكة المتحدة.
- 1973-1981 : لم تمنح الجائزة.
- 1982 : أليساندرو بلازيتي  إيطاليا، فرانك كابرا  الولايات المتحدة، جورج كيوكور  الولايات المتحدة، جان لوك غودار  فرنسا، سيرغي يوتكيفيتش  الاتحاد السوفيتي، ألكسندر كلوج  ألمانيا، أكيرا كوروساوا  اليابان، مايكل باول  المملكة المتحدة، ساتياجيت راي  الهند، كينج فيدور  الولايات المتحدة، تشيزاري زافاتيني  إيطاليا ولويس بونويل  إسبانيا.
- 1983 : ميكلانجيلو أنطونيوني  إيطاليا.
- 1984 : لم تمنح الجائزة.
- 1985 : فيديريكو فيليني  إيطاليا، مانويل دي أوليفيرا  البرتغال وجون هيوستن  الولايات المتحدة.
- 1986 : الأخوان طافياني  إيطاليا.
- 1987 : لويجي كومنشيني  إيطاليا وجوزيف مانكيفيتس  الولايات المتحدة.
- 1988 : يوريس إيفنس  هولندا.
- 1989 : روبير بريسون  فرنسا.
- 1990 : ميكلوس يانتشو  المجر ومارتشيلو ماستروياني  إيطاليا.
- 1991 : ماريو مونيتشيلي  إيطاليا وجيان ماريا فولونتي  إيطاليا.
- 1992 : فرنسيس فورد كوبولا  الولايات المتحدة، جان مورو  فرنسا وباولو فيلاجيو  إيطاليا.
- 1993 : كلاوديا كاردينالي  إيطاليا، رومان بولانسكي  بولندا، روبرت دي نيرو  الولايات المتحدة وستيفن سبيلبرغ  الولايات المتحدة.
- 1994 : آل باتشينو  الولايات المتحدة، كين لوتش  المملكة المتحدة وسوسو شيشي داميكو  إيطاليا.
- 1995 : وودي آلن  الولايات المتحدة، آلان رينيه  فرنسا، مارتن سكورسيزي  الولايات المتحدة، جيوزيبي دي سانتيس  إيطاليا، غوفريدو لومباردو  إيطاليا، إنيو موريكوني  إيطاليا، ألبرتو سوردي  إيطاليا ومونيكا فيتي  إيطاليا.
- 1996 : روبرت ألتمان  الولايات المتحدة، فيتوريو غاسمان  إيطاليا، داستين هوفمان  الولايات المتحدة وميشيل مورغان  فرنسا.
- 1997 : جيرار دوبارديو  فرنسا، ستانلي كوبريك  الولايات المتحدة وأليدا فالي  إيطاليا.
- 1998 : صوفيا لورين  إيطاليا، أندريه فايدا  بولندا ووارن بيتي  الولايات المتحدة.
- 1999 : جيري لويس  الولايات المتحدة.
- 2000 : كلينت إيستوود  الولايات المتحدة.
- 2001 : إيريك رومر  فرنسا.
- 2002 : دينو ريزي  إيطاليا.
- 2003 : عمر الشريف  مصر ودينو دي لاورينتيس  إيطاليا.
- 2004 : مانويل دي أوليفيرا  البرتغال وستانلي دونين  الولايات المتحدة.
- 2005 : ستيفانيا ساندريلي  إيطاليا وهاياو ميازاكي  اليابان.
- 2006 : ديفيد لينش  الولايات المتحدة.
- 2007 : تيم برتون  الولايات المتحدة وبرناردو برتولوتشي  إيطاليا.
- 2008 : إيرمانو أولمي  إيطاليا.
- 2009 : جون لاسيتر  الولايات المتحدة.
- 2010 : جون وو  الصين.
- 2011 : ماركو بيلوكيو  إيطاليا.
- 2012 : فرانشيسكو روسي  إيطاليا.
- 2013 : ويليام فريدكن  الولايات المتحدة.
- 2014 : فريدريك وايزمان  الولايات المتحدة وثيلما سكونميكر  الولايات المتحدة.
- 2015 : بيرتران تافيرنيي  فرنسا.
- 2016 : جان بول بلموندو  فرنسا وجيرزي سكوليموفسكي  بولندا
- 2017 : روبرت ريدفورد  الولايات المتحدة وجين فوندا  الولايات المتحدة.
- 2018 : فانيسا رديغريف  المملكة المتحدة وديفد كروننبرغ  كندا.
- 2019 : بيدرو ألمودوبار  إسبانيا وجولي أندروز  المملكة المتحدة.
- 2020 : آن هوي  الصين وتيلدا سوينتون  المملكة المتحدة.